# ZoneAlarm (software)
ZoneAlarm è un programma commerciale solo per Windows (di cui esiste anche una versione freeware semplificata) per la sicurezza del PC prodotto da Check Point Software. Dal 23 febbraio 2009 è compatibile con i sistemi operativi a 64 bit. Con l'uscita della versione 2010 (9.x) è stato aggiunto il supporto a Windows 7, in aggiunta a Windows XP (SP2/3, 32 bit) e Windows Vista (RTM, SP1/2, 32 e 64 bit).

## Versioni
Il software è disponibile in diverse versioni:
ZoneAlarmfreeware per uso personale, è un semplice firewall di base che protegge il sistema in modo completo dalle intrusioni esterne ed in modo parziale dalle fuoriuscite di dati verso l'esterno. Include anche una versione semplificata della Web Protection.
ZoneAlarm ForceFieldProgramma innovativo per la protezione del browser, consente di virtualizzarlo durante la navigazione su Internet e di impedire l'esecuzione di codice maligno sulla macchina anche in caso di falle nel browser utilizzato.
ZoneAlarm Antiviruspotente firewall che offre anche un motore di scansione antivirus/antispyware basato sulla tecnologia antivirale Kaspersky Lab, per difendere il sistema da malware di ogni tipo. Include inoltre OSFirewall e Advanced Web Protection.
ZoneAlarm Propotente firewall che include anche funzionalità di protezione delle informazioni personali e della navigazione sul Web.
ZoneAlarm Internet Security Suitepacchetto completo per la protezione del PC da tutte le minacce che racchiude in sé tutte le caratteristiche e le protezioni possedute già da ZoneAlarm Pro e Antivirus più altre caratteristiche esclusive, quali la Web Security e la protezione parziale dal phishing. Non include le funzionalità di ZoneAlarm ForceField, incluse nella versione Extreme Security, ma include la Advanced Web Protection.
ZoneAlarm Extreme Securityversione completa per la protezione del PC da tutte le minacce, comprese quelle che altri prodotti ignorano, come quelle provenienti dal browser, che racchiude in sé tutte le caratteristiche e tutte le protezioni possedute già dalle altre versioni, comprese le funzionalità di ZoneAlarm ForceField, più altre caratteristiche esclusive, quali il backup online dei dati, l'ottimizzazione delle prestazioni del PC e la crittografia completa del disco rigido (solo per notebook, a partire dalla versione 2010).

## Premi e certificazioni
ZoneAlarm e ZoneAlarm Pro vennero scelti nel 2017 come software dell'anno dall'editore di PCMag.

## Controversie
Nel Gennaio 2006 circolò la voce che ZoneAlarm stesse inviando di nascosto dati degli utenti ai server della compagnia. Uno degli sviluppatori negò le accuse che il software venisse usato per spiare i clienti, dicendo che si trattava di un baco relativo alla funzionalità di update del software e che sarebbe stato corretto.
Nel dicembre 2007 una versione di ZoneAlarm venne distribuita con una toolbar in bundle opzionale dell'installazione. La toolbar, se installata, veniva rilevata come malware da ZoneAlarm stesso, che a quel punto invitava gli utenti a installare software aggiuntivi per la rimozione del malware. La toolbar venne in seguito rimossa.
Il 2 settembre 2010 la versione gratuita di ZoneAlarm iniziò a segnalare un avviso con popup di un attacco virale globale, al fine di spaventare gli utenti e spingerli ad acquistare la versione pro (a pagamento) del proprio software. Il popup venne disattivato dalla divisione marketing di ZoneAlarm in seguito alla controversia che ne nacque (che porto a un aumento sostanziale delle disinstallazioni del software).

## Funzionalità
ZoneAlarm offre molte funzionalità volte a offrire una sicurezza del PC completa, sfruttando un sistema detto a "strati". Infatti in ZoneAlarm più livelli di protezione garantiscono che il computer dell'utente sia protetto. In termini pratici, portando un esempio, se un software malevolo dovesse tentare di accedere al computer tramite Internet potrebbe venire bloccato dal sistema di protezione del browser ZoneAlarm ForceField. In caso di mancato rilevamento a livello browser entrerebbe in azione il motore antivirus/antispyware che potrebbe rilevare il malware con l'uso delle firme o della tecnologia euristica. Se anche questo "guardiano" venisse eluso comunque la componente firewall Triple Defense Firewall impedirebbe al software in questione di comunicare con l'esterno (Motore di Sicurezza TrueVector) e di eseguire operazioni pericolose (Operating System Firewall). Analogamente per un file infetto arrivato via e-mail o supporto di memoria di massa rimovibile (Pen-Drive, DVD, disco fisso esterno ecc.).

### Firewall
Il firewall di ZoneAlarm è definito Triple Defense Firewall in quanto presenta tre livelli di difesa:
- Protezione da intrusioni esterne;
- Protezione da tentativi di accesso alla rete di altri programmi;
- Protezione da comportamenti sospetti delle applicazioni, basato sull'analisi euristica e comportamentale.

#### Protezione da intrusioni esterne e fuoriuscite di dati: Motore di Sicurezza True Vector
Il "True Vector Internet Monitor", anche noto come "Motore di Sicurezza TrueVector" o "Vectors Monitor Security Engine", è il cuore della componente firewall di ZoneAlarm. Questo è un Servizio di Windows che viene eseguito dal processo "vsmon.exe". True Vector monitora i tentativi di accesso ad Internet dei programmi generando avvisi in caso di connessioni pericolose ed impedisce che il computer dell'utente sia visibile su Internet ad altri computer.
Nelle versioni a pagamento di ZoneAlarm, True Vector monitora anche i comportamenti dei programmi facendosi carico delle funzioni dell'Operating System Firewall.
In ZoneAlarm, il controllo dell'accesso dei programmi ad Internet sfrutta il sistema delle "zone" (inventato proprio da ZoneAlarm e successivamente implementato in quasi tutti gli altri Firewall software), secondo il quale tutte le connessioni sono divise in base al loro tipo. La "Zona Attendibile" contiene la rete locale dell'utente ed al suo interno si possono condividere risorse come file e stampanti. La "Zona Internet" contiene tutte le reti non contenute nell'altra ed al suo interno il computer è invisibile. L'utente può specificare manualmente dei "permessi di accesso"(accesso alla Zona Attendibile, server per la Zona Attendibile, accesso alla Zona Internet, server per la Zona Internet) da dare ad un programma prima del suo accesso alla rete.

#### Protezione da comportamenti sospetti: OSFirewall
Il Firewall del sistema operativo (Operating System Firewall), OSFirewall in breve, è una funzionalità delle sole versioni a pagamento di ZoneAlarm(escluso ZoneAlarm ForceField). Questo componente monitora i processi in esecuzione e genera avvisi in caso di comportamenti sospetti. Alcune funzionalità dell'OSFirewall sono implementate anche nella versione gratuita di ZoneAlarm e cioè quelle relative alla "self-protection" (protezione contro la disattivazione).

##### Comportamenti monitorati da OSFirewall
Ad agosto 2009 (versione 9.0.083.000) i comportamenti monitorati dalla componente OSFirewall di ZoneAlarm sono (l'elenco potrebbe non essere completo):
- Aggiunta, modifica, rimozione delle voci che gestiscono l'avvio automatico delle applicazioni all'accesso a Windows;
- Modifica delle voci che consentono il corretto avvio e funzionamento del sistema operativo;
- Modifica delle impostazioni di Internet Explorer;
- Modifica delle impostazioni di ZoneAlarm;
- Modifica dello sfondo del desktop e dello screensaver;
- Modifica delle impostazioni di rete;
- Comunicazione di un processo con altri processi;
- Avvio, modifica, terminazione di un processo da parte di altri processi;
- Installazione di hook al sistema operativo ed altri tentativi di monitoraggio dell'attività dell'utente;
- Modifica di varie voci del registro di sistema tra cui quelle relative alla configurazione del software;
- Modifica di file vitali per il funzionamento del sistema;
- Caricamento, modifica, scaricamento, creazione ed eliminazione di driver e servizi di sistema
- Connessione con driver o servizi di sistema;
- Accesso diretto alla memoria fisica (mappa della RAM);
- Accesso diretto alla memoria di massa (raw disk access).

#### SmartDefense Advisor
SmartDefense Advisor è una funzionalità delle sole versioni a pagamento di ZoneAlarm che aiuta l'utente a rispondere ad alcuni tipi di avvisi. Questa funzionalità utilizza un vasto database di firme di applicazioni note(sicure o pericolose) per suggerire all'utente come rispondere agli avvisi del firewall. Al momento, secondo Check Point, il sistema riconosce alcuni milioni di programmi, ma va sottolineato che la società identifica anche versioni diverse (comprese le sottoversioni) di uno stesso programma come programmi diversi.

### Altre funzionalità
ZoneAlarm è nato come firewall ma, dopo l'acquisizione del produttore, ZoneLabs, da parte di Check Point il software si è arricchito di nuove versioni e funzionalità, come un antivirus (concesso in licenza prima da CA Software e poi da Kaspersky Lab), un antispyware e un software per la protezione del browser.

#### AntiVirus/AntiSpyware
I motori antivirus ed antispyware di ZoneAlarm sono disponibili solo in alcune delle versioni a pagamento del software.
I due applicativi hanno subito pesanti modifiche nella versione 2010 (9.x) del software:

##### Versioni 7/8
Fino alla versione 2009 (8.x) i motori antivirus ed antispyware erano due entità indipendenti, scelta che è piuttosto difficile trovare in questo settore in quanto, per semplificare la gestione degli aggiornamenti e migliorare le performance, spesso si preferisce un approccio a motore singolo.
Il vecchio motore antivirus era basato sulla tecnologia antivirale Kaspersky Lab nella sua versione 7, a cui erano aggiunte alcune componenti sviluppate da Check Point. Il programma era un Servizio di Windows, eseguito dal processo "ScanningProcess.exe", processo figlio del processo "vsmon.exe".
Il motore antispyware era invece prodotto interamente da Check Point. Il programma era un Servizio di Windows, eseguito dal processo "vsmon.exe".

##### Versione 9
Con la versione 2010 (9.x) CheckPoint ha deciso di uniformarsi alla concorrenza, offrendo un motore antivirus/antispyware unificato, molto migliorato nelle performance velocistiche.
Il motore "unificato" antivirus/antispyware è basato sulla tecnologia antivirale Kaspersky Lab nella sua versione 9, ritenuta una delle migliori sul mercato. Il programma è un Servizio di Windows, eseguito dal processo "vsmon.exe".